# 라야먼
라야먼(Layamon, 12세기 말 - 13세기 초)은 중세 영국의 시인이다.
라야먼은 무엇보다도 와스의 소설《브륏의 이야기》(Le Roman de Brut)를 중세 영어로 번역/각색한 사람으로 유명하다. 와쓰의 저작은 그 자체가 또한 조프리 오프 먼마우스(Geoffrey of Monmouth)의 《영국 왕들의 이야기》(Historia regum Britannie)를 프랑스어로 각색한 것이다. 따라서 라야먼의 소재는 그다지 새로울 것은 없다. 조프리나 와스의 틀을 그대로 따라, 영국의 왕들의 이야기를 시대순으로 설명하고 있는 것이다. 이 왕들의 대부분은 리어왕(Lear)이나 아서왕(Arthur) 같은 전설적인 인물들이어서, 역사적인 정확성을 확인하는 것은 불가능하다. 그럼에도 불구하고 라야먼은 영국의 역사와 문학사에서 중요한 위치를 차지하는데, 그의 작품은 영어로 쓰인 최초의 문서들 중 하나이기 때문이다.
1만 6천행이 넘는 운문으로 구성된 라야먼의 각색본은 후세 사람들에 의하여《브럿》(Brut)이라는 제목 하에 불리게 되었는데, 사실 이 작품을 제외하고는 다른 알려진 저작이 없다.
한편 그의 이름을 현대에 어떻게 표기하고 발음하는 가에 대해서 논란이 있는데, 중세 영어로 그의 이름을 쓸 때에는 요그(yogh)라는, 이제는 사라진 글자가 사용되기 때문이다. 숫자 3과 비슷하게 생긴 이 글자는 어원과 지방, 앞뒤 다른 글자와의 조합 등에 따라 조금씩 다른 여러 발음을 표시하는 데 사용되었다. 따라서 현대어로 바꾸면서는 여러 가지 표기 형태가 나오게 되었다 : La3amon (필사본에 표기되어 있는 원형), Layamon, Lazamon, Lawamon, Lawemon, Lawmon, Lawman, Laweman, Loweman, 등등. 하지만 일반적으로는 Layamon이라는 표기가 가장 널리 쓰이고 있다.